# Cuora amboinensis
La tortuga de caja del sureste asiático (Cuora amboinensis) es una especie de tortuga de caja de la familia Geoemydidae.
Se distribuye por Islas Nicobar, este de la India(Assam), Bangladés, Birmania, Tailandia, Camboya, Laos, centro y sur de Vietnam, oeste de Malasia, Singapur, Filipinas (Leyte, Luzon, Mindanao, Samar, Negros, Panay, etc.), Indonesia (Sulawesi, Ambon, Sumatra, Borneo, este de Malasia, Brunéi, Nias, Enggano, Kabupaten Simeulue, Java, Sumbawa, Halmahera, Ceram, Seram, Buru, Timor Oriental, Bali, Palawan y las Molucas), y posiblemente Sri Lanka.